# 郳恭公
郳恭公，曹姓顏氏，是春秋末期战国初期諸侯國郳国君主。因缺乏較證實的根據，因此只能由猜測來推斷出郳恭公在任的時間：小邾穆公最早死於昭公十七年（前525年），郳公鎛鑄造於魯昭公三十二年（前509年），所以在不考慮其他世系失考的君主，郳恭公、小邾惠公兩代在位時間最多為16年。